# Abas (Sohn des Melampus)
Abas (altgriechisch Ἄβας Ábas), der Sohn des Melampus und der Iphianassa ist in der griechischen Mythologie ein argivischer Seher.
Er war der Vater der Lysimache (die Talaos heiratete), des Koiranos (der den Seher Polyidos zeugte) und des Argonauten Idmon.